# Утегалиев, Кулжан Утегалиевич
Кулжан Утегалиевич Утегалиев (каз. Құлжан Өтеғалиұлы Өтеғалиев; январь 1904, а. № 24, Уральская область, Российская империя — 1968) — советский казахский партийный и государственный деятель. Первый секретарь Гурьевского областного комитета КП Казахстана (1937—1938). Председатель Исполнительного комитета Кустанайского областного Совета (1951—1953). Депутат Верховного Совета СССР I созыва.

## Биография
Родился в 1904 году в ауле № 24 Уральской области.

### Образование
1923—1925. Учёба в Уральском педагогическом техникуме, не закончил.
1953—1955. Слушатель Курсов переподготовки при ЦК КПСС.

### Трудовая деятельность
1920—1921. Пастух у кулаков, Гурьевский уезд.
1921—1923. Секретарь аульного Совета аулсовета № 4, Соколовская волость Гурьевского уезда.
1925—1926. Председатель Бюро юных пионеров Уральского уездного комитета ВЛКСМ (Казахская АССР).
1926—1927. Председатель Уральского губернского Бюро юных пионеров.
1927—1929. Ответственный секретарь Доссорского районного комитета ВЛКСМ (Казахская АССР).
1929—1930. Ответственный секретарь Гурьевского окружного комитета ВЛКСМ.
1930. Ответственный секретарь Акмолинского окружного комитета ВЛКСМ.
1930—1932. Ответственный секретарь Эркеншиликского районного комитета ВКП(б) (Казахская АССР).
1932—1934. Секретарь Тонкерейского районного комитета ВКП(б) (Северо-Казахстанская область).
1934—1936. Начальник Политического отдела мясомолочного совхоза.
1936—1937. Заместитель заведующего Сельскохозяйственным отделом Западно-Казахстанского областного комитета ВКП(б).
1937. 1-й секретарь Бурлинского районного комитета ВКП(б) (Западно-Казахстанская область).
1937-1.1938. 1-й секретарь Гурьевского окружного комитета КП(б) Казахстана.
1-5.1938. 1-й секретарь Организационного бюро ЦК КП(б) Казахстана по Гурьевской области.
1939—1944. Директор машинно-тракторной станции.
1944. Начальник Кустанайского областного земельного управления.
1944—1951. Заместитель председателя Исполнительного комитета Кустанайского областного Совета.
1951—1953. Председатель Исполнительного комитета Кустанайского областного Совета.
1954. Уполномоченный ЦК КПСС по организации новых колхозов в Северо-Казахстанской и Акмолинской области.
1956—1957. Заместитель министра промышленности продовольственных товаров Казахской ССР.
1957—1958. Заместитель председателя Исполнительного комитета Алма-Атинского областного Совета.
1958—1961. Секретарь Исполнительного комитета Алма-Атинского областного Совета.
1961—1964. Заведующий Алма-Атинским областным отделом коммунального хозяйства.
С 1964 года на пенсии.
Депутат Верховного Совета СССР 1-го созыва. Член мандатной комиссии.

## Награды
Орден Отечественной Войны II-й степени, орден Трудового Красного Знамени.